# Patrick Brown (fotògraf)
Patrick Brown   (Sheffield, 23 de gener de 1969) és un fotoperiodista i fotògraf australià. Va guanyar el premi World Press Photo el 2004 pel projecte de Brown sobre el comerç il·legal d'animals en perill d'extinció. També va guanyar un premi multimèdia de POYi el 2008. El seu llibre Trading to Extinction va ser nominat als deu millors llibres de documentals fotogràfics del 2014 per AmericanPhoto. El 2019, va publicar No Place On Earth que ofereix un retrat íntim dels supervivents de la persecució de la població rohingya de Myanmar el 2017.
Brown ha estat guardonat amb el FotoEvidence Book Award 2019 i dos World Press Photo Awards. La seva obra s'ha exposat internacionalment al Center of Photography de Nova York, el Metropolitan Museum of Photography de Tòquio, Visa pour l'Image a França i la seva obra també es troba en col·leccions privades.
Ha col·laborat a Rolling Stone, The New Yorker, TIME, Newsweek, Vanity Fair, National Geographic i Mother Jones, i ha treballat amb UNICEF, ACNUR, Fortify Rights i Human Rights Watch.

## Biografia
Brown va néixer a Sheffield, Anglaterra, però va passar la seva infantesa a l'Orient Mitjà i Àfrica abans que la seva família finalment s'instal·lés a Perth, Austràlia Occidental.
És l'autor del llibre de 2014, Trading to Extinction, que documenta el comerç il·legal d'animals a Àsia. El llibre va ser seleccionat per AmericanPhoto com un dels 10 millors llibres documentals del 2014. El llibre també és objecte d'un vídeo documental de Vice Media.

## Premis
Brown va ser guardonat amb un premi World Press Photo en la categoria "Notícies generals, solters" el 2018 pel seu treball documentant els refugiats rohingya a Bangla Desh. La fotografia mostrava els cossos de refugiats rohingya després que el vaixell en què intentaven fugir de Myanmar s'hagués bolcat. L'obra va ser encarregada per Panos Pictures, per a UNICEF.